# 奧多尼奧一世 (阿斯圖里亞斯)
奧多尼奧一世（西班牙語：Ordoño I，阿拉伯语：‎，約821年—866年5月27日），從850年到他去世為阿斯圖里亞斯國王。

## 生平
他出生於奧維耶多，在當地的阿方索二世宮殿度過他的早年。他大概在很早的年紀就取得王位。他可能是在他父親拉米羅的加利西亞行省的首府盧戈被舉為首長的。在那裡他接受教育，包含軍事技巧。
在他的父親前往巴杜利亞迎娶帕特娜（Paterna，他的第二位妻子）時，奧多尼奧被任命為加利西亞的統治者。之後，阿方索（佩雷斯王朝的其他成員，時任國王）去世，而貴族則推舉內波西亞諾伯爵擔任國王。奧多尼奧立即開始興兵以協助他的父親聲討王位。他不得不離開他的領地去幫忙，然而他的軍隊最後沒有派上用場。當他的父親最後取勝時，他同意奧多尼奧回到他到目前為止的臨時職位。
在850年1月1日，奧多尼奧繼承他的父親為國王，以他作為他父親子嗣的身分。他是阿斯圖里亞斯第一位並非透過推舉而取得王位的國王。他的第一場衝突是與巴斯克人，他們在薩拉哥薩的卡修斯家族支持下起身反抗。在擊敗反抗軍後正要返回奧維耶多時，他收到新消息說逼近的摩爾人將攻擊巴杜利亞。在摩爾人到達前，奧多尼奧與他們在厄波羅河附近相遇並戰勝他們。這些勝利長遠來看意義不大，而對於薩拉哥薩的統治者，穆薩‧伊本‧穆薩強化了阿爾拜達（Albaida，今稱阿爾貝爾達）城的防禦。在859年，奧多尼奧在阿爾貝爾達打敗他，並且圍攻最後夷平該座城市。
他支持莫扎勒布的叛亂，這造成854年他在瓜達塞雷特的失敗。但這次慘敗只激起他去鞏固阿斯圖里亞山脈和杜羅河之間的無人區域「杜羅沙漠」（Desert of the Duero）。他指揮了在莱昂、塔拉曼卡 、阿斯托加、圖伊及阿馬亞等城鎮進行的移民運動。
他傾向於對圖德拉的統治者進行攻擊，並進而控制所有通往納瓦拉及巴斯克地區的通道，但是哥多華埃米爾政權用入侵並劫掠阿拉瓦來作為回應。在布雷巴，阿拉伯人擊敗了第一位卡斯提爾伯爵羅德里哥，並且重挫收復失地運動許多年。
奧多尼奧的妻子為莫妮亞多娜，她被認為屬於卡斯提爾的血統。他有六個子女，包含他的繼承人阿方索三世。
奧多尼奧去世於奧維耶多，並由他的長子繼承王位。